# Swertia asarifolia
Swertia asarifolia är en gentianaväxtart som beskrevs av Adrien René Franchet. Swertia asarifolia ingår i släktet Swertia och familjen gentianaväxter. Inga underarter finns listade i Catalogue of Life.